# Aldea del Cano
Aldea del Cano ist ein Ort und eine Gemeinde  (municipio) mit 600 Einwohnern (Stand: 2024) in der Provinz Cáceres in der Autonomen Gemeinschaft Extremadura.

## Lage und Klima
Aldea del Cano liegt in einer Höhe von ca. 390 m. Das Stadtzentrum von Cáceres befindet sich ca. 20 Kilometer südsüdöstlich. Durch die Gemeinde führt die Autovía A-66.

## Bevölkerungsentwicklung
| Jahr      | 1970 | 1981 | 1991 | 2001 | 2011 | 2021 |
| Einwohner | 1175 | 886  | 791  | 729  | 695  | 614  |

## Sehenswürdigkeiten
- Burgruine von Mayoralgo
- Martinskirche (Iglesia de San Martín)

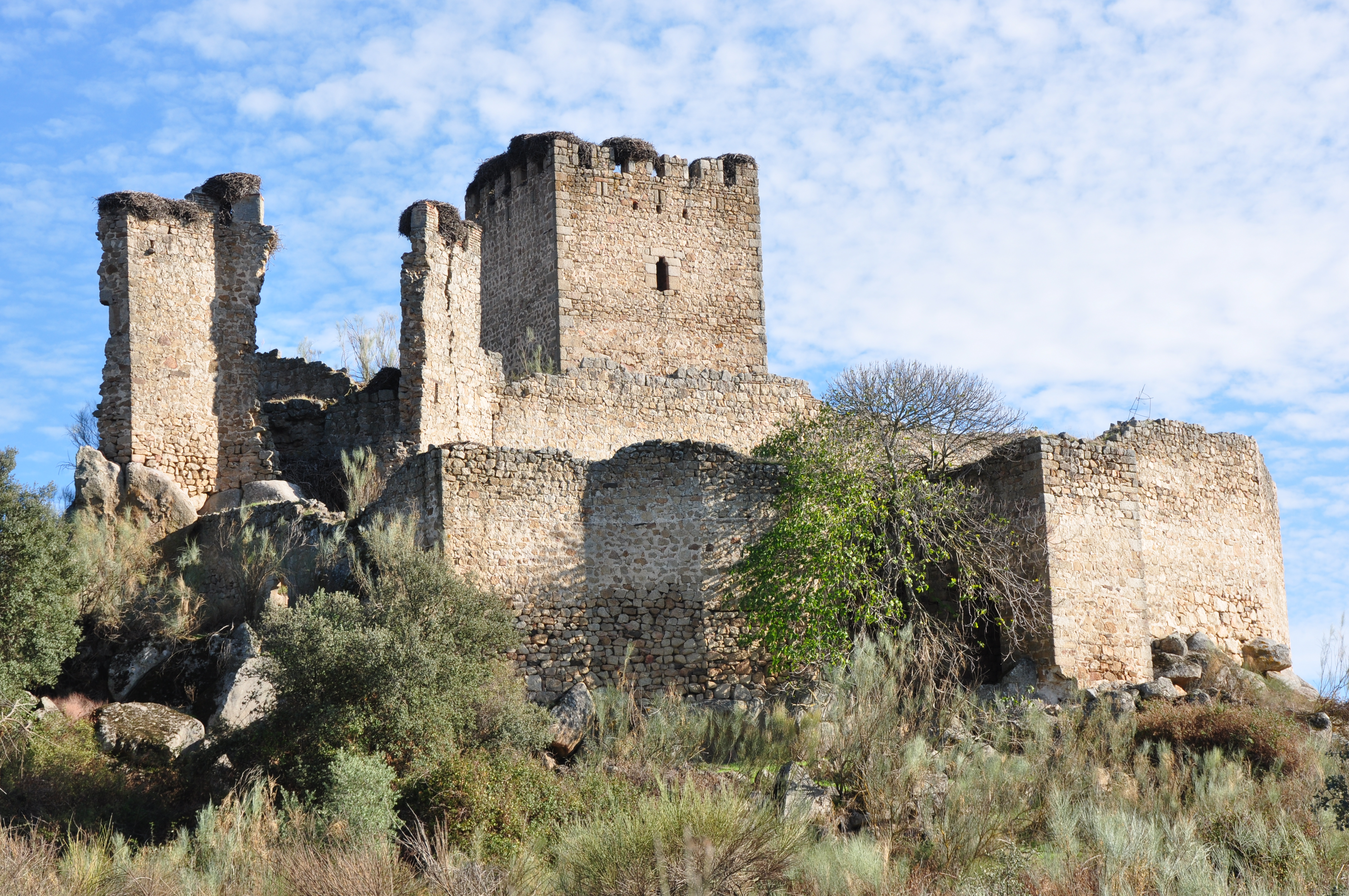
Burgruine von Mayoralgo
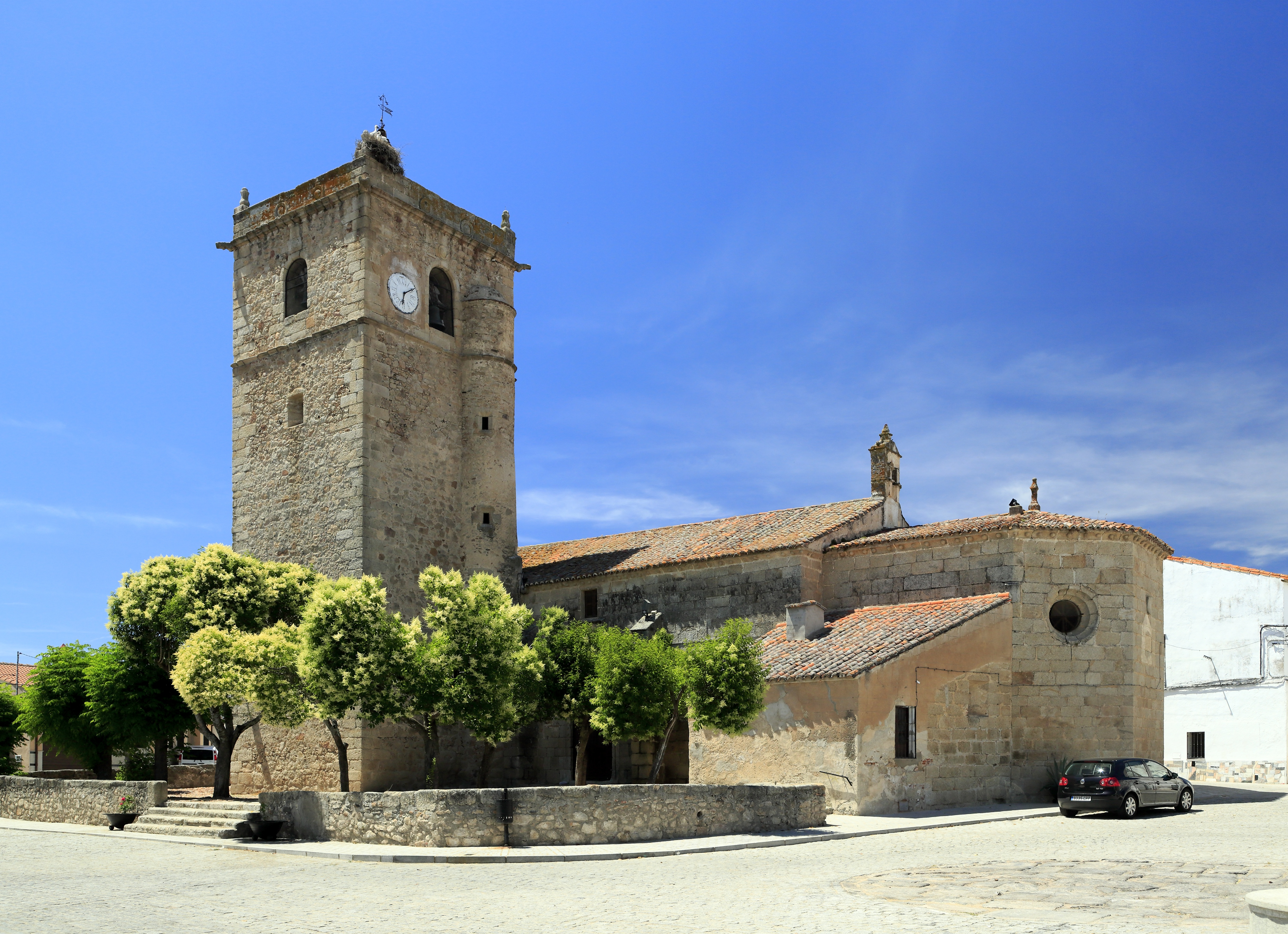
Martinskirche
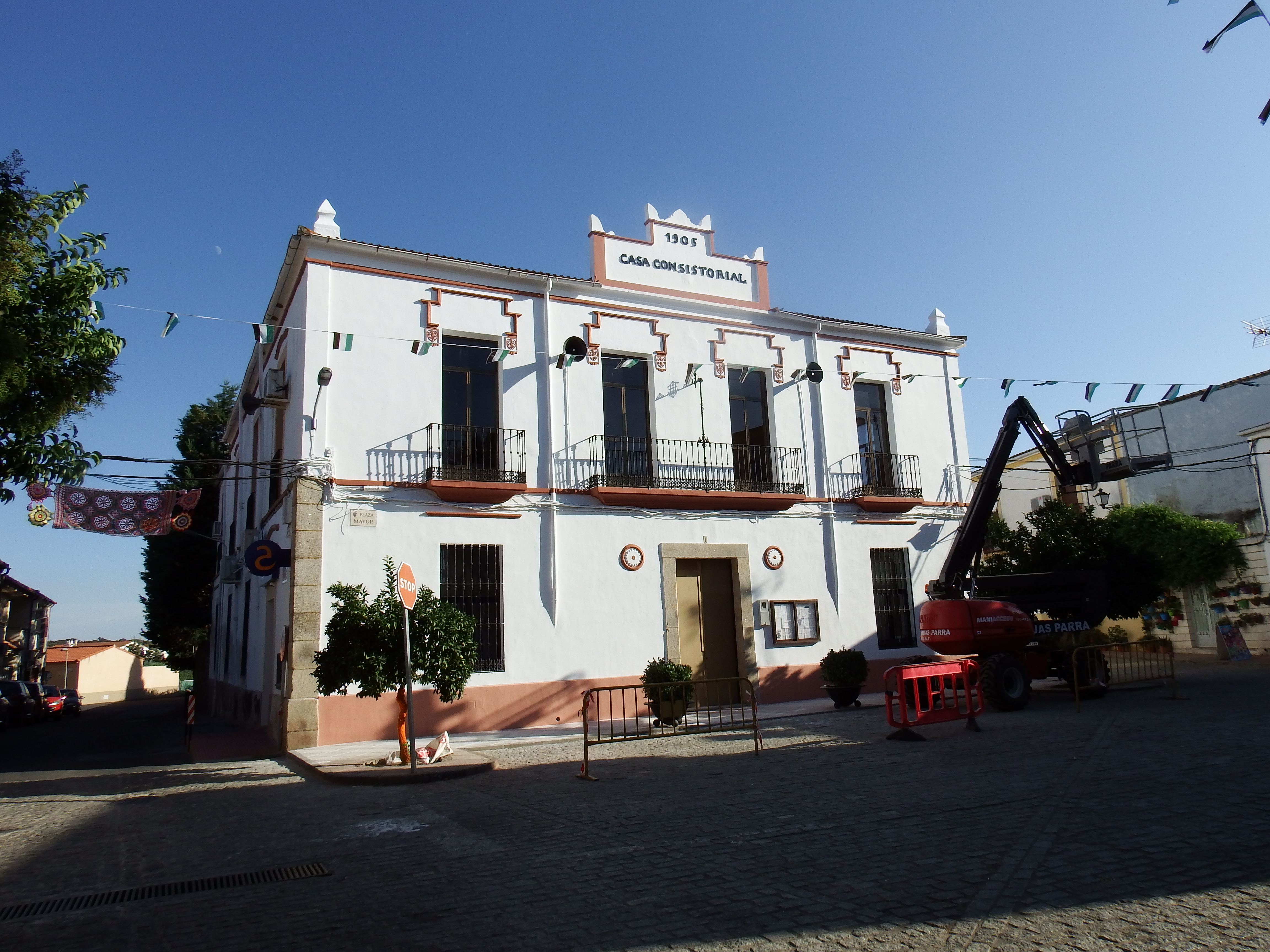
Rathaus